# Horacio Pavez
Horacio Pavez García (Iquique, 11 de febrero de 1938) es un constructor civil, empresario y dirigente gremial chileno, expresidente de la Cámara Chilena de la Construcción (CChC).
Tras pasar su niñez en el extremo sur, estudió construcción civil en la Universidad Técnica Federico Santa María de Valparaíso, en la zona central del país. Egresó a fines de 1961.
Consejero nacional de la CChC desde 1979, ha estado vinculado a la entidad gremial desde el año 1971, ocupando diversos cargos entre ellos el de vicepresidente del Consejo del Área Social.
Fue el líder máximo de los constructores entre 1998 y 2000.
Es uno de los socios mayoritarios de Sigdo Koppers, empresa de la cual tomó control a mediados de los años '70 en conjunto con un grupo de inversionistas entre los que se contaba Eduardo Frei Ruiz-Tagle, presidente de Chile entre 1994 y 2000.
expresidente del Consejo Superior de la Universidad Técnica Federico Santa María.